# Alejandra Soler Gilabert
Alejandra Soler Gilabert (València, 8 de juliol de 1913 - València, 1 de març de 2017) fou una militant comunista i mestra republicana valenciana. Pionera en l'associacionisme universitari durant la república.

## Biografia
Alejandra Soler estudià en la Institución para la Enseñanza de la Mujer, un centre laic i de defensa dels drets de les dones, i feu el Batxillerat a l'Institut Lluís Vives, vinculant-se a la Federació Universitària Escolar, moviment d'estudiants que lluitava per un ensenyament més modern, i que participà en les revoltes d'estudiants a la dictadura de Primo de Rivera.
A més, es va distingir pel seu amor a l'esport, sent una de les primeres atletes de la història de l'atletisme valencià. Mentre estudiava Magisteri, es va integrar a la Federació Universitària Escolar (FUE), que comptava amb un grup de dones que practicaven atletisme, en què va participar.
| «                                        | El coneixement ha de ser accessible a totes les classes socials | » |
| — Alejandra Soler Gilabert, Dones Rebels |                                                                 |   |

En 1935 s'afilià al Partit Comunista d'Espanya i un any després es llicencià en Filosofia i Lletres, essent una de les primeres dones de l'Estat que es va llicenciar a la universitat. Fou una lluitadora i defensora de l'escola pública i de la igualtat, i de l'accés universal a l'educació. Va treballar molts anys a l'escola rural i va sofrir el franquisme.
L'any 1939, amb el seu marit, Arnaldo Azzatti, fill del periodista Azzatti, va exiliar-se des de Barcelona a l'URSS, d'on no tornà fins al 1971, per instal·lar-se amb molta penúria primer a Madrid i sis anys després a València. A Moscou feu de mestra de xiquets espanyols que el règim soviètic havia acollit.
Durant la Segona Guerra Mundial va patir la batalla de Stalingrad, d'on va salvar 14 xiquets, els alumnes que tenia al seu càrrec. La guerra separaria Alejandra de les seues amigues Carmen Solero i Concha Bello, va haver de marxar al sud i després a l'oest de Rússia, fins que, després de moltes peripècies, que relata en el seu llibre La vida es un río caudaloso con peligrosos rápidos, tornà a Moscou amb el seu marit. En 1958 fou designada cap de la càtedra de Llengües Romances de l'Escola Superior de Diplomàcia a Moscou, càrrec que va desenvolupar fins que es jubilà l'any 1971.
L'any 2013, als 101 anys, va participar com a activista en el primer aniversari de la primavera valenciana motiu pel qual fou coneguda com l'àvia del 15-M. L'any 2015 fou distingida com a filla predilecta de la Ciutat de València i va rebre, l'any 2016, l'Alta Distinció de la Generalitat Valenciana dins dels Premis 9 d'Octubre.
Poc després de la seua defunció, a un col·legi del barri de Rufassa se li donà com a nom CEIP Alejandra Soler.
També en 2017, i gràcies a la Llei de la Memòria Històrica, el carrer on visqué els seus últims anys va deixar d’anomenar-se amb el nom d’un depurador del règim franquista en la Universitat de València i es va passar a dir Carrer de la Mestra Alejandra Soler.

## Obra
- 2009 La vida es un río caudaloso con peligrosos rápidos. Història i memòria del franquisme.[14]